# Ashibetsu
Ashibetsu (芦別市 Ashibetsu-shi?) es una ciudad localizada en la subprefectura de Sorachi, Hokkaidō, Japón. En junio de 2019 tenía una población estimada de 13.411 habitantes y una densidad de población de 15,5 personas por km². Su área total es de 865,04 km².

## Geografía

### Localidades circundantes
- Subprefectura de Sorachi
  - Akabira
  - Bibai
  - Fukagawa
  - Kamisunagawa
  - Mikasa
  - Naie
  - Utashinai
  - Yūbari
- Subprefectura de Kamikawa
  - Asahikawa
  - Biei
  - Furano
  - Minamifurano
  - Nakafurano

### Clima
| Parámetros climáticos promedio de Ashibetsu (1991–2020) | Parámetros climáticos promedio de Ashibetsu (1991–2020) | Parámetros climáticos promedio de Ashibetsu (1991–2020) | Parámetros climáticos promedio de Ashibetsu (1991–2020) | Parámetros climáticos promedio de Ashibetsu (1991–2020) | Parámetros climáticos promedio de Ashibetsu (1991–2020) | Parámetros climáticos promedio de Ashibetsu (1991–2020) | Parámetros climáticos promedio de Ashibetsu (1991–2020) | Parámetros climáticos promedio de Ashibetsu (1991–2020) | Parámetros climáticos promedio de Ashibetsu (1991–2020) | Parámetros climáticos promedio de Ashibetsu (1991–2020) | Parámetros climáticos promedio de Ashibetsu (1991–2020) | Parámetros climáticos promedio de Ashibetsu (1991–2020) | Parámetros climáticos promedio de Ashibetsu (1991–2020) |
| Mes                                                     | Ene.                                                    | Feb.                                                    | Mar.                                                    | Abr.                                                    | May.                                                    | Jun.                                                    | Jul.                                                    | Ago.                                                    | Sep.                                                    | Oct.                                                    | Nov.                                                    | Dic.                                                    | Anual                                                   |
| ------------------------------------------------------- | ------------------------------------------------------- | ------------------------------------------------------- | ------------------------------------------------------- | ------------------------------------------------------- | ------------------------------------------------------- | ------------------------------------------------------- | ------------------------------------------------------- | ------------------------------------------------------- | ------------------------------------------------------- | ------------------------------------------------------- | ------------------------------------------------------- | ------------------------------------------------------- | ------------------------------------------------------- |
| Temp. máx. abs. (°C)                                    | 7.6                                                     | 13.2                                                    | 15.5                                                    | 28.7                                                    | 33.0                                                    | 35.7                                                    | 37.2                                                    | 36.7                                                    | 33.1                                                    | 25.4                                                    | 20.9                                                    | 14.3                                                    | 37.2                                                    |
| Temp. máx. media (°C)                                   | -1.9                                                    | -0.7                                                    | 3.8                                                     | 11.4                                                    | 18.8                                                    | 23.0                                                    | 26.5                                                    | 26.9                                                    | 22.6                                                    | 15.5                                                    | 7.1                                                     | 0.1                                                     | 12.8                                                    |
| Temp. media (°C)                                        | -6.4                                                    | -5.6                                                    | -1.0                                                    | 5.5                                                     | 12.3                                                    | 16.9                                                    | 20.9                                                    | 21.4                                                    | 16.6                                                    | 9.6                                                     | 2.7                                                     | -3.8                                                    | 7.4                                                     |
| Temp. mín. media (°C)                                   | -11.3                                                   | -11.1                                                   | -6.1                                                    | 0.0                                                     | 6.1                                                     | 11.8                                                    | 16.4                                                    | 17.0                                                    | 11.7                                                    | 4.7                                                     | -1.2                                                    | -7.8                                                    | 2.5                                                     |
| Temp. mín. abs. (°C)                                    | -26.3                                                   | -25.7                                                   | -23.8                                                   | -11.2                                                   | -2.4                                                    | 1.8                                                     | 8.0                                                     | 8.4                                                     | 1.7                                                     | -2.7                                                    | -13.3                                                   | -21.1                                                   | -26.3                                                   |
| Precipitación total (mm)                                | 65.3                                                    | 53.1                                                    | 59.4                                                    | 53.7                                                    | 66.7                                                    | 76.3                                                    | 122.9                                                   | 152.7                                                   | 142.8                                                   | 116.1                                                   | 128.3                                                   | 98.2                                                    | 1135.5                                                  |
| Nevadas (cm)                                            | 161                                                     | 140                                                     | 108                                                     | 14                                                      | 0                                                       | 0                                                       | 0                                                       | 0                                                       | 0                                                       | 2                                                       | 67                                                      | 177                                                     | 669                                                     |
| Días de lluvias (≥ 1 mm)                                | 17.2                                                    | 14.9                                                    | 14.1                                                    | 11.8                                                    | 11.2                                                    | 9.1                                                     | 10.7                                                    | 11.8                                                    | 12.5                                                    | 15.4                                                    | 18.7                                                    | 20.4                                                    | 167.8                                                   |
| Días de nevadas (≥ 1 mm)                                | 18.3                                                    | 16.2                                                    | 13.3                                                    | 1.9                                                     | 0                                                       | 0                                                       | 0                                                       | 0                                                       | 0                                                       | 0.2                                                     | 6.3                                                     | 18.5                                                    | 74.7                                                    |
| Horas de sol                                            | 76.1                                                    | 84.6                                                    | 129.5                                                   | 160.4                                                   | 188.1                                                   | 169.7                                                   | 163.1                                                   | 155.9                                                   | 155.0                                                   | 126.5                                                   | 69.0                                                    | 55.9                                                    | 1533.8                                                  |
| Fuente n.º 1: Agencia Meteorológica de Japón            |                                                         |                                                         |                                                         |                                                         |                                                         |                                                         |                                                         |                                                         |                                                         |                                                         |                                                         |                                                         |                                                         |
| Fuente n.º 2: Agencia Meteorológica de Japón            |                                                         |                                                         |                                                         |                                                         |                                                         |                                                         |                                                         |                                                         |                                                         |                                                         |                                                         |                                                         |                                                         |

## Demografía
Según los datos del censo japonés, esta es la población de Ashibetsu en los últimos años.
| 1995   | 2000   | 2005   | 2010   | 2015   |
| ------ | ------ | ------ | ------ | ------ |
| 22.931 | 21.026 | 18.899 | 16.628 | 14.676 |

## Relaciones internacionales

### Ciudades hermanadas
- Charlottetown, Canadá – desde 1997